# Протасов, Алексей Андрианович
Алексей Андрианович Протасов (12 сентября 1780 — 18 декабря 1833, Москва) — российский командир эпохи наполеоновских войн, генерал-майор.

## Биография
Происходил из дворянского рода Протасовых Рязанской губернии. Получил домашнее образование. Службу начал в 15 лет — унтер-офицером в лейб-гвардии Конном полку. В 20 лет, 14 марта 1801 года, получил первый офицерский чин — корнета; через три года — штаб-ротмистр.
В 1805 году участвовал в битве под Аустерлицем, в 1807 сражался под Гейльсбергом и Фридландом. За храбрость получил свой первый боевой орден — Св. Владимира 4-й ст. с бантом. С 28 ноября 1808 года — полковник.
Перед Отечественной войной 1812 года был назначен командиром сводного кирасирского полка (сформирован из запасных эскадронов Кавалергардского, лейб-гвардии Конного, лейб-кирасирских Его и Её Величеств полков.) в 1-м отдельном пехотном корпусе П. Х. Витгенштейна.

Его полк отличился в боях при Соколицах, Свольне, Волынцах, а также в сражении у Полоцка, где эскадроны полка встречной атакой опрокинули французских кавалеристов. Преследуя их до самого города, кирасиры смяли несколько пехотных колонн, захватили 15 орудий и до 400 неприятельских солдат. Протасов во время боя находился в самых опасных местах, распоряжаясь атакующими. Под ним была убита лошадь, которая, упав, придавила ему ногу. Был 4 сентября 1812 пожалован орденом Св. Георгия 4-го кл.
в воздаяние ревностной службы и отличия, оказанного в сражении против французских войск в 1812 году при Полоцке августа 5 и 6, где, при внезапной атаке неприятеля, выстроил мгновенно командуемый полк и удерживал оный в надлежащем порядке под жесточайшею перекрестною канонадой, подавая пример отменнейшего мужества своим подчиненным.

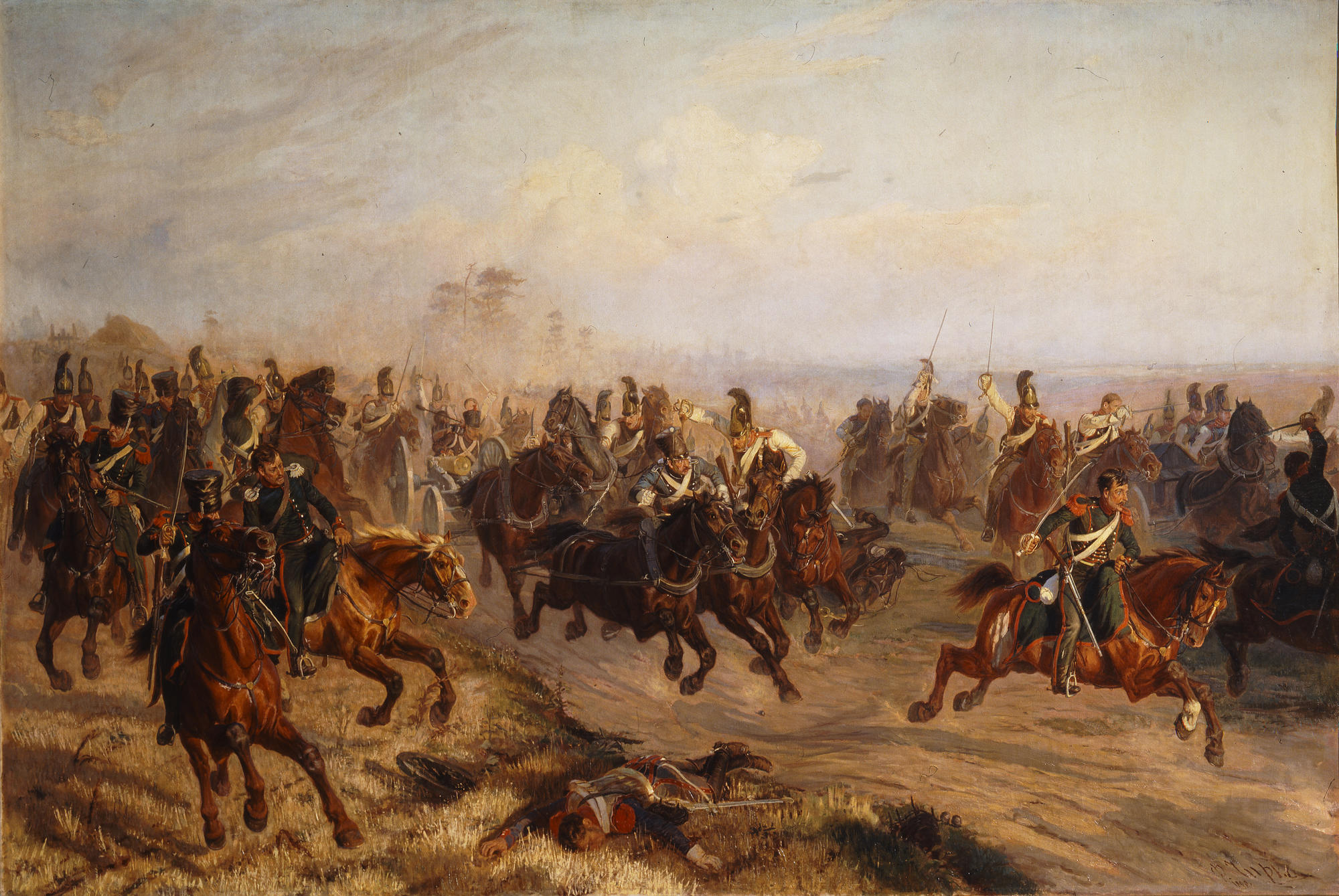
Преследование конногвардейцами французских конных егерей под Полоцком 6 августа 1812 года. Чирка Ф. А., 1890 г.

Во время октябрьских боев за Полоцк полк Протасова неоднократно контратаковал неприятеля, захватывая пленных, после взятия Полоцка преследовал неприятеля до местечка Чашники на реке Удда, где состоялся сильный бой. Сражался на Березине.
В начале 1813 года кавалерия русской армии претерпела серьезные реформирования: сводный полк был распущен, и Протасов назначен командиром лейб-гвардии Конного полка. В сражениях под Дрезденом и Кульмом «оказал новые подвиги личной храбрости»; 15 сентября 1813 года был произведён в генерал-майоры, а спустя две недели, 28 сентября, был назначен командиром Малороссийского кирасирского полка, с которым участвовал в битве под Лейпцигом, где получил пулевое ранение в правый бок и выбыл из строя до марта 1814 года. Вернувшись в строй, принял участие в сражении под Арси-сюр-Обом и взятии Парижа.
После войны состоял при начальнике 3-й кирасирской дивизии. С 15 января 1816 года по состоянию здоровья «состоял по Внутренней страже»; уволен в отставку с мундиром 7 марта 1817 года. Жил в Москве, где и умер в 1833 году. Похоронен на кладбище Данилова монастыря.
От брака с Марией Николаевной Любовниковой (1785—1849) имел детей: Николай (24.10.1817—после 1852; тульский помещик), Вера (22.06.1819), Варвара (25.10.1821), Евдокия (22.08.1825—18.07.1897; замужем за А. Н. Арсеньевым, попечительница Тульского дома призрения о бедных) и Лариса (25.03.1827—1902; замужем за В. Н. Ладыженским).